# Hesperoptenus
A Hesperoptenus az emlősök (Mammalia) osztályának a denevérek (Chiroptera) rendjéhez, ezen belül a kis denevérek (Microchiroptera) alrendjéhez és a simaorrú denevérek (Vespertilionidae) családjához tartozó nem.

## Rendszerezés
A nembe az alábbi 2 alnem és 5 faj tartozik:
- Hesperoptenus
  - Hesperoptenus doriae típusfaj
- Milithronycteris
  - Hesperoptenus blanfordi
  - Hesperoptenus gaskelli
  - Hesperoptenus tickelli
  - Hesperoptenus tomesi